# Land Rover Lightweight (mil)
Der Land Rover Lightweight (mil) ist ein Automobil, das speziell für das Militär entwickelt und ausschließlich an das Militär geliefert wurde. Rover hat für die Herstellung mit dem britischen Militär zusammengearbeitet. Der Land Rover Lightweight galt zu seiner Bauzeit als das geländegängigste Fahrzeug seiner Art. Vom Hersteller wurde für dieses Militärmodell die Bezeichnung „Military Land-Rover“ verwendet. Obwohl die Bezeichnung Lightweight vom Hersteller nie benutzt wurde, ist dieser Land Rover heute weltweit unter dem Namen „Lightweight“ bekannt.

## Anforderungen
Das britische Militär wünschte sich im Hinblick auf den Einsatz einerseits ein besonders robustes Fahrzeug. Andererseits sollte der Wagen aber für den Transport als Außenlast unter Hubschraubern leichter oder für den Transport in Frachtflugzeugen von den Abmessungen her kompakter als ein ziviler Land Rover sein.
Um das Gewicht und den Platzbedarf für den Lufttransport zu reduzieren, können diverse Teile leicht demontiert werden (Plane und Spriegel, Frontscheibe, Seitentüren, Reserverad, Stoßstangen usw.) Durch die militärischen Verstärkungen wiegt der Military Land-Rover zusammengesetzt allerdings 140 kg mehr als ein ziviler Land-Rover.

## Serien
Gebaut wurde der Military Land-Rover im Anschluss an die Prototypen in zwei Serien:
| Prototypen | 1965–1966       | “Truck, General Service Lightweight / Lightweight FFR (Rover Mk 1, 1/4 Ton 4×4) (preproduction)” |
| Serie IIA  | 12/1967–03/1972 | “Truck, General Service / General Service Cargo / General Service FFR, 1/2 Ton, 4×4 Rover Mk 1”  |
| Serie III  | 04/1972–01/1985 | “Truck, Utility / Utility FFR, 1/2 Ton, 4×4 Rover Series 3”                                      |

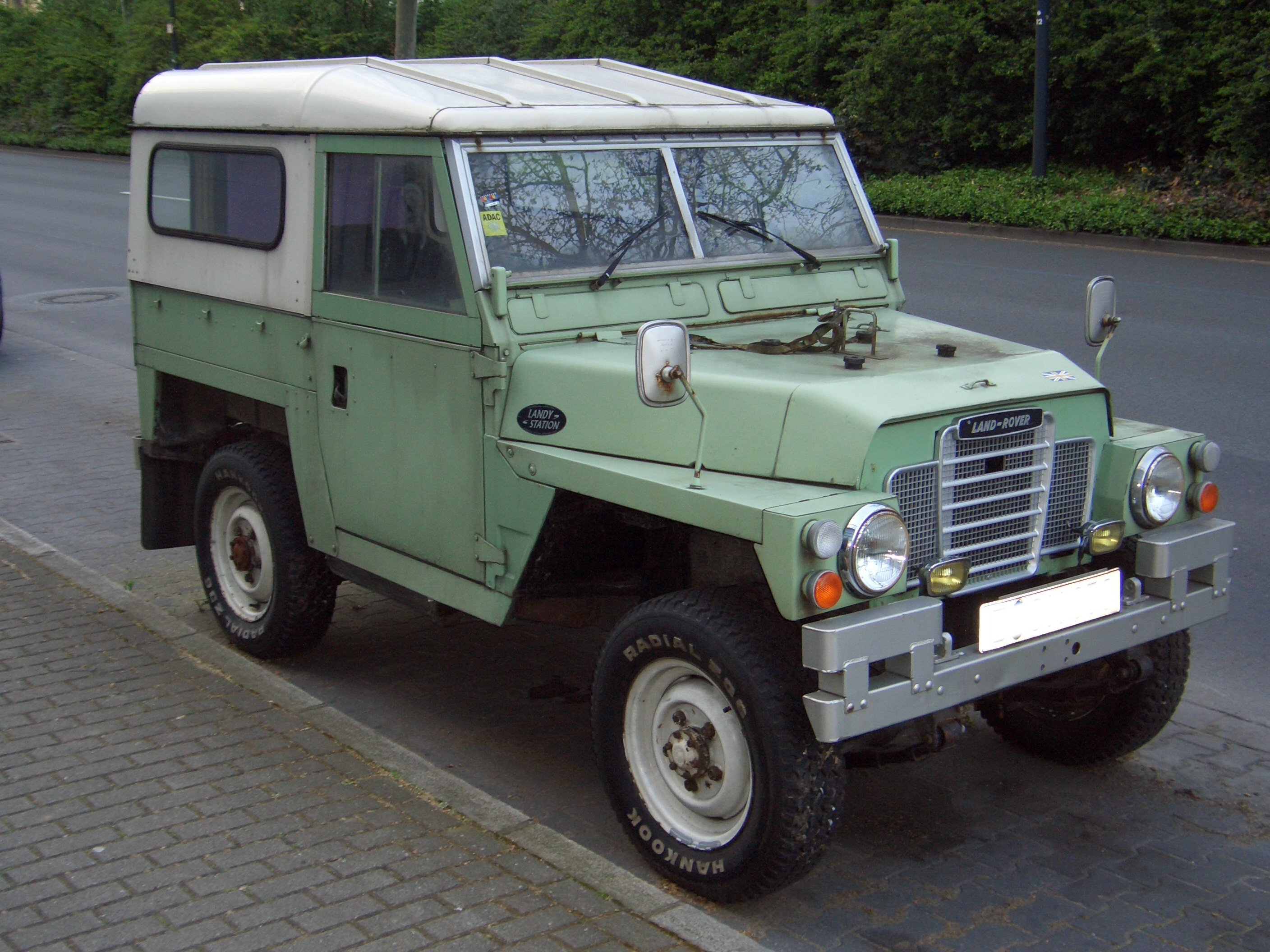
Land Rover Series III Lightweight
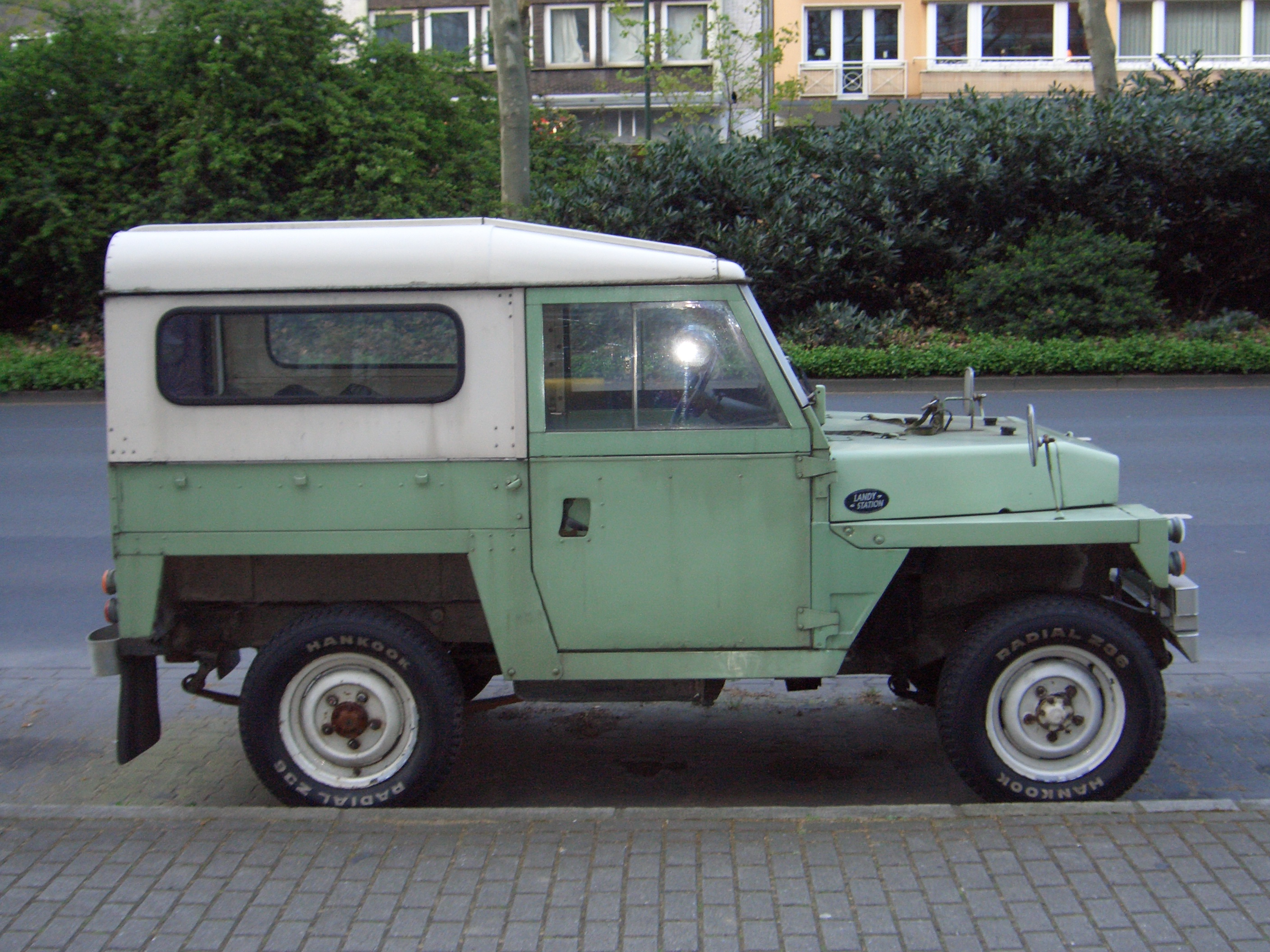
Land Rover Series III Lightweight

## Ausführungen
| Typ             | Hubraum | Leistung                 | Drehmoment        | Verbrauch      |
| --------------- | ------- | ------------------------ | ----------------- | -------------- |
| Benzin (Petrol) | 2,25 l  | 50 kW (69 PS)/4250 min−1 | 157 Nm/2500 min−1 | 13–17 l/100 km |
| Diesel          | 2,25 l  | 46 kW (62 PS)/4000 min−1 | 140 Nm/1750 min−1 | 10–15 l/100 km |

## Ausrüstung
Mit Ausnahme von zwei Modellen hat Rover alle Fahrzeuge für den zivilen Markt entwickelt. Lediglich der „Military Land Rover“ und das Modell „101“ sind Entwicklungen für den Militär-Markt. Der Begriff „Lightweight“ spielt auf die Ausschreibung des Militärs an. Diese hatten die Spezifikationen so gesetzt, dass das Fahrzeug mit den damaligen Hubschraubern lufttransportfähig sein sollte. Im Laufe der Entwicklung vergrößerte sich die Transportkapazität der Hubschrauber, der Name blieb. Da das Militär jedoch keine Marken und Typen, sondern nur Verwendungsklassen kennt, in diesem Fall ½ ton Truck Utility Vehicle wurde der Begriff „Lightweight“ in Klammern auf die militärischen Handbücher gesetzt. Sammler und zivile Nutzer haben den Begriff dann übernommen.
Einige Besonderheiten des Land-Rover „Lightweight“ gegenüber den Zivilmodellen:
- Motor: 2,25 l Otto (britische Variante) oder 2,25 l Diesel (niederländische + dänische Variante)
- Militärstoßstange mit doppelten Stoßecken vorne
- Militärstoßecken „Bumper“ hinten
- Dixon-Bate-Anhängerkupplung „NATO-Kupplung“
- Leseleuchte am Armaturenbrett
- Militärbeleuchtung (Tarnlichtschalter)
- Instrumentenbeleuchtung abschaltbar
- Motorhaube von außen zu öffnen
- diverse Halterungen an der Heckklappe für Spaten und Spitzhacke (britische Variante) bzw. Spaten und Axt (niederländische Variante)
- klappbare Windschutzscheibe
- abnehmbares Spritzwandoberteil
- teilbare Steckscheibentüren
- teilbare Heckklappe
- teilbare Seitenwände der Ladewanne
- Fahrzeug ist mit abgenommenen Oberteilen -Türen, Heckklappe, Ladewanne- voll einsatzbereit
- Geschraubte Getriebetraverse
- Kraftstoffbehälter: 2 × 45 Liter-Tank (unter Fahrer- und Beifahrersitz)
- 24-Volt-Stromanlage (Ausnahme: GS-Variante mit 12 Volt)
- Zusätzliche Rückleuchten (Tarnlicht)
- Ersatzradhalterung auf Motorhaube
- Starke Zugösen am Rahmen je 2 × vorne und 2 × hinten (für Luftverlastung, Ladungssicherung  auf Schiffen)
- Zusätzliche Ausstattung wie Gewehrhalter, Funkvorrichtungen, Feuerlöscher, Raketenwerfer, rückstoßfreie Panzerabwehrkanone 110 mm, Panzerung etc.

## Einsatz
Der Military Land Rover wurde weltweit bei vielen Armeen eingesetzt, z. B. in Ägypten, Algerien, Belgien, Brunei, Dänemark, England, Hongkong, Indonesien, Iran, Jamaika, Kroatien, Libyen, Marokko, Niederlande, Oman, Portugal, Saudi-Arabien, Slowenien, Spanien, Sudan, Uganda.